# ويليام والكر
ويليام والكر (بالإنجليزية: William Walker) (و. 1985  م) هو راكب دراجة هوائية، ومدير رياضي ‏ أسترالي، شارك في طواف إسبانيا، ودورة ألعاب الكومنولث 2006.

## سباقات أو مراحل فاز بها
| التاريخ       | السباق                                       | المركز                   |
| ------------- | -------------------------------------------- | ------------------------ |
| 01 يناير 2005 | طواف أوقيانوسيا للدراجات 2005                |                          |
| 01 يناير 2005 | سباق الطريق لأقل من سنة في بطولة العالم 2005 |                          |
| 22 يناير 2006 | داون أندر 2006                               | الرابع في التصنيف العام  |
| 27 يناير 2008 | داون أندر 2008                               | الخامس في تصنيف أفضل شاب |
| 27 يناير 2013 | طواف نيوزيلندا الكلاسيكي 2013                |                          |
| 06 أبريل 2013 | طواف تايلاند 2013                            |                          |

## روابط خارجية
- ويليام والكر على موقع الاتحاد الدولي للدراجات (الإنجليزية)
- ويليام والكر على موقع أرشيف الدراجات (الإنجليزية)
- ويليام والكر على موقع إحصائيات الدراجات الإحترافية (الإنجليزية)
- ويليام والكر على موقع نسبة الدراجات (الإنجليزية)
- ويليام والكر على موقع دورة ألعاب الكومنولث 2006 (مؤرشف) (الإنجليزية)